# ورزشگاه سیتی لایت
ورزشگاه سیتی لایت (به لاتین: City Light Stadium) یک ورزشگاه در ژاپن است که در Kita-ku واقع شده‌است.